# Curupixa
Curupixa is een houtsoort afkomstig van verschillende soorten uit het geslacht Micropholis (familie Sapotaceae). Deze komen voor in Guyana en het Amazonegebied, aldaar verwart men de houtsoort wel met Braziliaanse mahonie. De Amerikaanse mahoniesoorten echter behoren tot de familie Meliaceae.
Het kernhout is rozebruin tot oker waarbij het spinthout net iets lichter van kleur is. Het wordt gebruikt als meubelhout, binnenschrijnwerk en draaihout en voor het fineren van plaatmateriaal. 